# René Milo
René Milo (født 29. april 1947) er en dansk politiker fra partiet Venstre, der fra 1994 til 2005 var borgmester i Greve Kommune.
Milo er udlært butiksslagter fra Ryholt på Vesterbro i København. Senere gik han dog ind i alarmbranchen, først som salgsleder for Securitas; senere som selvstændig med firmaerne Totalalarm og Scandisplay. I 1989 blev Milo valgt ind i Greve byråd for Venstre, og efter efterfølgende valg i 1993 blev han valgt til borgmester.. Han var efterfølgende borgmester frem til 2005, hvor han blev afløst af den konservative Hans Barlach.
I 2012 brød Milo med Venstre og dannede den social-liberale lokalliste Borgerliberale, som han stod i spidsen for ved kommunalvalget i 2013. Partiet blev dog ikke valgt ind i kommunalbestyrelsen, og umiddelbart herefter trak René Milo sig fra politik.

## Kontroverser

### Sag om bedrageri
I november 2003 blev René Milo sigtet for bedrageri. Sigtelsen gik bl.a. ud på, at Milo både som borgmester og som sponsor for Greve Fodbold via sit private firma, Scandisplay, var på fodboldrejse til Birmingham i England. Her blev selskabet inviteret på middag til et beløb à 12.000 kroner, som Milo både trækker fra i Scandisplay som repræsentation, men samtidig bliver refunderet fra Greve Kommune. Herudover var der sager om, at Milo som borgmester skulle have givet ordrer til sit eget firma; bl.a. indkøb af kalendre til kommunens studerende, ligesom Milos hustru var blevet ansat af kommunen til at designe kommunens officielle julekort 2002. Sagerne trak nationale overskrifter, da særligt den førstnævnte mindede om Peter Brixtofte og Farum-sagen, som fældede Farum-borgmesteren året forinden og eftersom Milo var én af Brixtoftes støtter inden Farum-sagen rullede. Sagen mod Milo blev dog i januar 2004 opgivet af Glostrup Politi, der ikke kunne finde beviser for, at bogføringen hos Scandisplay "skete med forsæt til på en af straffeloven omfattet måde at berige sig i forhold firmaet/medindehaveren"..

### Kommunalvalget 2005
Efter kommunalvalget 2005 havde Milo atter skaffet et flertal bag sig til at kunne påbegynde sin fjerde periode som borgmester, men ét af de nyvalgte medlemmer fra Venstre, Brigtte Klintskov Jerkel, forlod på valgnatten Venstre og tilsluttede sig Det Konservative Folkeparti, hvilket betød at den konservative spidskandidat, Hans Barlach nu blev borgmester. Jerkel forklarede efterfølgende partihoppet med, at hun på valgnatten følte sig overfuset af René Milo.